# Boreus jezoensis
Boreus jezoensis is een schorpioenvlieg uit de familie van de sneeuwvlooien (Boreidae). De wetenschappelijke naam van de soort is voor het eerst geldig gepubliceerd door Hori & Morimoto in 1996.
De soort komt voor in Japan.